# Dave Hughes
Dave Hughes (28 agosto 1971) è un produttore televisivo e editore statunitense.
Attualmente impiegato presso lo studio della Williams Street e fondatore del suo studio di produzione Million Monkeys Inc, Hughes ha lavorato come montatore video mentre lavorava per MTV Animation, nelle serie animate Beavis and Butt-head, Celebrity Deathmatch e Cartoon Sushi, prima di incontrare il suo attuale collega Matt Harrigan a Los Angeles, che lavorava per Space Ghost Coast to Coast. Ha lavorato per diverse serie presenti sul blocco Adult Swim ed è il creatore di Off the Air.

## Biografia
Dave Hughes nacque il 28 agosto 1971. È cresciuto vicino a Filadelfia e durante il liceo decise di iscriversi insieme ad alcuni suoi amici dell'università al corso di produzione televisiva. Ha frequentato l'Ithaca College di Ithaca, a New York, laureandosi in studi sulla comunicazione di massa. Lì ha prodotto anche un programma televisivo locale e un programma radiofonico intorno al 1991. Dopo essersi diplomato all'università, Hughes si trasferì a New York City. Qui ha rielaborato molte delle sue ispirazioni, tra le quali 120 Minutes, Concrete TV, Liquid Television e Night Flight.
Attualmente vive ad Atlanta, in Georgia.

## Carriera
Il debutto televisivo di Hughes è stato nel 1994 per la MTV Animation di Broadway a New York, fornendo servizio come produttore, montatore, sceneggiatore, grafico e altri impieghi minori fino alla sua chiusura nel 2003. Ha descritto la sua entrata nel settore come "una vera e propria fortuna, fortuita" e ha rivelato di aver declinato inizialmente un'offerta di lavoro temporanea per i piani commerciali futures al 399 Park Avenue di New York.
Ha affermato che pur ricevendo un buon stipendio, il lavoro era "molto bizzarro" e fuori della sua base di conoscenze. Una settimana dopo il declino, ha ascoltato un messaggio registrato dai membri della produzione di Beavis and Butt-head indirizzato al suo compagno di stanza Nate, il quale era subaffittato nel suo appartamento. Nate, che era in un tour di concerti al momento della chiamata, aveva inviato il suo curriculum allo staff "per capriccio" prima di andarsene. Hughes si sentì dire che "non c'era motivo di non rispondere a quella chiamata", e più tardi, fu intervistato e trovò il lavoro. Prima della sua intervista, Hughes spiegò che si sentiva onesto con se stesso e confidava nelle sue qualifiche, il che implicava "esaminare le registrazioni in giro per la città". Dopo essere stato assunto, Hughes ha lavorato in serie animate come Beavis and Butt-Head, Celebrity Deathmatch e Cartoon Sushi. Per il suo lavoro in Celebrity Deathmatch, Hughes ha citato come i suoi colleghi dovettero assemblare una serie settimanale nei cinque mesi che intervallavano i suoi lavori in Cartoon Sushi con la première televisiva nel maggio 1998. Hughes è stato accreditato come artista di effetti speciali e come assistente al montaggio per la sequenza dell'allucinazione presente nel lungometraggio Beavis & Butt-Head alla conquista dell'America, diretto da Chris Prynoski.
Dopo la chiusura dello studio, Hughes ha iniziato a lavorare per Nickelodeon, creando anche piccoli intermezzi promozionali ed elementi brand per la rete spin-off Nicktoons. Trovando il lavoro "non adatto a lui", ha ricevuto una chiamata dal collega Matt Harrigan per lavorare all'ottava stagione di Space Ghost Coast to Coast su Adult Swim, a Los Angeles. Prontamente accettò l'offerta, decidendo immediatamente di andare a Los Angeles. Hughes trascorse l'anno seguente lavorando come redattore offline in un ufficio abbandonato della AOL a Santa Monica, in California. Hughes l'ha definita "una rivelazione", riflettendo sul fatto che fare l'editore alla Adult Swim è stato "assolutamente essenziale". Nel 2005, Hughes ha fondato il suo studio di produzione video Million Monkeys Inc. Ha lavorato per varie serie animate e ha creato intermezzi promozionali per la rete.
Hughes è stato riconosciuto da Christy Karacas e Stephen Warbrick, i creatori della serie Superjail! di Adult Swim, per aver lavorato nel cortometraggio Bar Fight. Hughes ha lavorato con Dan Deacon nel 2008 per produrre un video musicale per il brano Okie Dokie tratto dal suo album Spiderman of the Rings. In seguito ha creato la sua serie Off the Air, che ha cominciato a trasmettere sulla rete, senza alcun preavviso, il 1º gennaio 2011 alle 4 del mattino. Si è ispirato alla programmazione sperimentale che ha guardato nella sua stanza a New York. In un'intervista ha dichiarato che anche se aveva immaginato una serie simile precedentemente, non ha mai pensato di poterla creare da sé.
Hughes ha nuovamente collaborato con Deacon in Off the Air per la creazione di uno speciale intitolato Dan Deacon: U.S.A. Nel dicembre 2013 ha lavorato anche come produttore dello speciale televisivo Live Forever as You Are Now with Alan Resnick di Adult Swim. Al San Diego Comic-Con International del 2014, ha presentato un cortometraggio animato intitolato Meatwad Full Dome Experience.

## Filmografia

### Montatore
- Beavis and Butt-head - serie animata, 6 episodi (1997)
- Celebrity Deathmatch - serie animata, 8 episodi (1998-2002)
- Space Ghost Coast to Coast - serie animata, 5 episodi (2003-2004)
- Perfect Hair Forever - serie animata, 9 episodi (2004-2014)
- 12 oz. Mouse - serie animata, 2 episodi (2006)
- Squidbillies - serie animata, 27 episodi (2006-2017)
- Young Person's Guide to History - speciale, 2 episodi (2008)
- Freaknik: The Musical - film TV (2010)
- Aqua Teen Hunger Force - serie animata, 2 episodi (2009-2010)
- Off the Air - serie animata, 36 episodi (2011-2020)
- Sperm Boat – film TV (2013)
- Your Pretty Face Is Going to Hell - serie animata, 8 episodi (2013-2015)

### Doppiatore
- Beavis and Butt-head - serie animata, 1 episodio (1997)
- Perfect Hair Forever - serie animata, 5 episodi (2005-2007)

### Regista
- Perfect Hair Forever - serie animata, 9 episodi (2004-2014)

### Produttore
- Cartoon Sushi - serie animata, 3 episodi (1997-1998)
- Space Ghost Coast to Coast - serie animata, 5 episodi (2003-2004)
- 12 oz. Mouse - serie animata, 1 episodio (2006)
- Aqua Teen Hunger Force - serie animata, 1 episodio (2009)
- Perfect Hair Forever - serie animata, 8 episodi (2004-2014)
- Star Boat - serie animata, 8 episodi (2018)

#### Produttore esecutivo
- Off the Air - serie animata, 18 episodi (2011-2018)
- Live Forever as You Are Now with Alan Resnick, regia di Ben O'Brien e Alan Resnick (2013)
- Unedited Footage of a Bear, regia di Ben O'Brien e Alan Resnick (2014)
- This House Has People in It, regia di Alan Resnick (2016)
- May I Please Enter?, regia di Alan Resnick (2018)
- Jamir at Home - miniserie TV (2019)
- Booch Eats a Car, regia di Cole Cassell e L.C. Crowley (2019)
- Scoundrels - miniserie TV (2019)
- Whenever - miniserie TV (2019)
- Opal, regia di Jack Stauber (2020)
- The Metanoid - miniserie TV (2021)